# 邦帕斯 (阿列日省)
邦帕斯（法語：Bompas，法語發音：[bɔ̃pas] ⓘ）是法国阿列日省的一个市镇，属于富瓦区。

## 地理
邦帕斯（42°51'53"N, 1°37'2"E）面积2.75 平方千米，位于法国奧克西塔尼大區阿列日省，该省份为法国西南部内陆省份，西部和北部与上加龙省接壤，东临奥德省，东南至东比利牛斯省接壤，南与安道尔和西班牙接壤。
与邦帕斯接壤的市镇（或旧市镇、城区）包括：阿里尼亚克、阿尔纳沃、梅尔屈加尔拉贝、阿列日河畔塔拉斯孔。

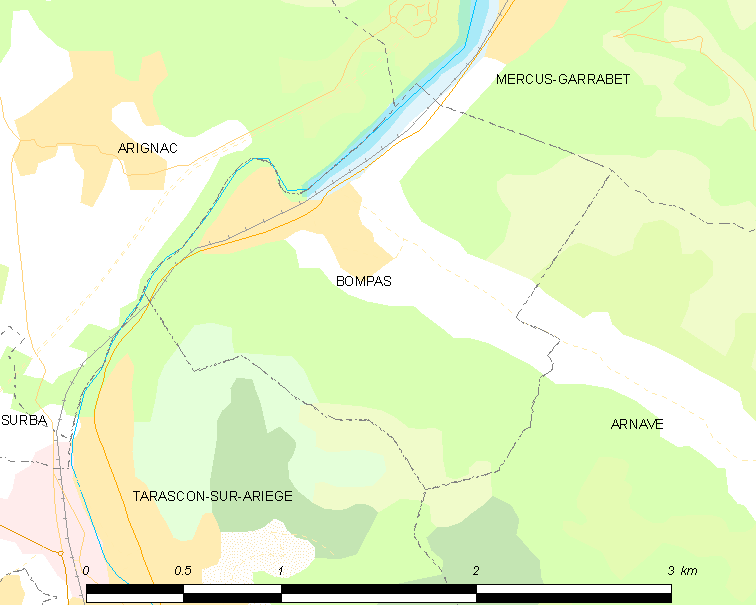
的OSM定位图

邦帕斯的时区为UTC+01:00、UTC+02:00（夏令时）。

## 行政
邦帕斯的邮政编码为09400，INSEE市镇编码为09058。

## 政治
邦帕斯所属的省级选区为萨巴尔泰斯县。

## 人口

1962-2008年间人口变化图示

邦帕斯于2022年1月1日时的人口数量为200人。